# 48 Korpus Strzelecki (ZSRR)

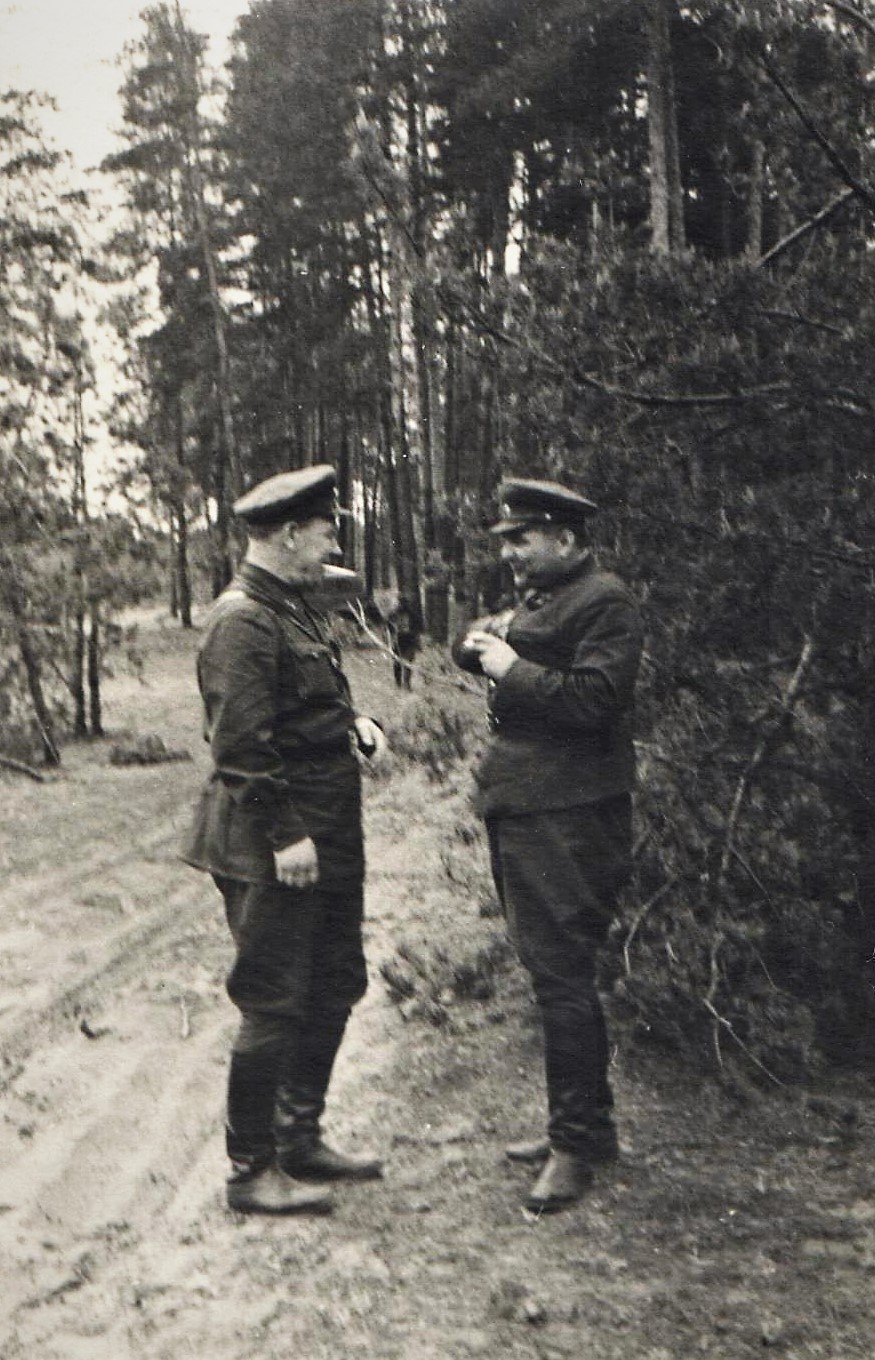
Gen. mjr Rodion Malinowski (z prawej), dowodzący 48 KS w 1941 roku.

48 Korpus Strzelecki (ros. 48-й стрелковый корпус) – wyższy związek taktyczny Armii Czerwonej z okresu II wojny światowej.
W czasie ataku III Rzeszy na Związek Radziecki rozpoczętego 22 czerwca 1941 48 Korpusem Strzeleckim (48 KS) dowodził gen. mjr Rodion Malinowski a 48 KS wchodził w skład 9 Armii.
W 1945 roku razem z 73 Korpusem Strzeleckim i 78 Korpusem Strzeleckim wchodził w skład 52 Armii. Oddziały korpusu uczestniczyły m.in. w ofensywie Armii Czerwonej rozpoczętej 12 stycznia 1945 roku, biorąc udział w przełamaniu niemieckich fortyfikacji Stellung a2.

## Dowódcy korpusu
- gen. mjr Rodion Malinowski[1]
- gen. mjr Zinowij Rogoznyj (25.06.1943 - 28.04.1945)[4]

## Struktura organizacyjna
Skład 22 czerwca 1941:
- 30 Dywizja Górska
- 74 Dywizja Strzelecka
- 150 Dywizja Strzelecka

Skład w 1945::
- 111 Dywizja Strzelecka
- 116 Dywizja Strzelecka
- 213 Dywizja Strzelecka